# Biougra
Biougra (en arabe : بيوݣرى, en tifinagh : ⴱⵢⵓⴳⵔⴰ) est une ville du sud du Maroc, la capitale de la province de Chtouka-Aït Baha (région de Souss-Massa). Elle est située à 17 km d'Aït Melloul et 37 km d'Agadir.
De 1994 à 2004, sa population est passée de 13 885 à 25 928 habitants, et en 2014 elle a atteint un nombre de 37 933 habitants.
Le souk du lundi, marché hebdomadaire avec quelques visages amazighs, est encore authentique avec ses marchands traditionnels de bétail, de blé, de fruits et légumes, ainsi qu'un petit artisanat.